# Money, Money, Money
(Ritornello di Money, Money, Money.)
Money, Money, Money è un singolo del gruppo musicale svedese ABBA estratto dall'album Arrival nel 1976, presente anche nella colonna sonora del film Mamma mia! del 2008.

## Descrizione
Money, Money, Money fu scritta da Benny Andersson e Björn Ulvaeus, inizialmente con il titolo Gypsy Girl. La parte principale del brano è interpretata da Anni-Frid Lyngstad. Pubblicata nel novembre 1976, il brano seguì il successo di Dancing Queen.
Money, Money, Money comincia con il suono di un pianoforte. Quando la canzone fu eseguita per la prima volta in televisione, gli ABBA si esibirono vestiti nello stile del film del 1972 Cabaret. Il testo, cantato da Frida, descrive con malcelata ironia, il desiderio di una donna di vivere di rendita, o sposando un uomo ricco, o vincendo una fortuna al gioco d'azzardo, vengono infatti nominate Las Vegas e Monaco, intesa come Montecarlo.
Come per quasi tutti i brani degli ABBA, fu prodotto un video per Money, Money, Money soltanto in seguito. Il regista del video, Lasse Hallström, disse che il video di Money, Money, Money fu il migliore degli ABBA che avesse mai diretto, giocato su un andirivieni di veloci inquadrature alternate a immagini di banconote monete e arredi da casinò. La stessa location fu utilizzata per la copertina di una delle edizioni del singolo Dancing queen, in particolare per quelle versioni che nei vari mercati nazionali portavano That's me come lato B.

## Successo commerciale
Money, Money, Money fu il secondo successo internazionale estratto dall'album Arrival. Soprattutto in Australia il singolo fu un enorme successo, rimanendo alla posizione numero uno per sei settimane (sesto ed ultimo singolo degli ABBA ad arrivare in vetta in Australia). La canzone inoltre riuscì ad arrivare al primo posto in Belgio, Francia, Paesi Bassi, Germania, Messico e Nuova Zelanda, oltre ad entrare nella top 3 di Norvegia, Irlanda, Svizzera, Austria e Regno Unito.
Insieme al brano dei Pink Floyd Money, Money, Money, Money degli ABBA è spessissimo usata nei media, quando si affrontano questioni legate al denaro.